# 許爾多夫湖
54°18′12″N 9°43′55″E / 54.3032°N 9.7319°E
許爾多夫湖（德語：Schülldorfer See），是德國的湖泊，位於該國北部石勒蘇益格-荷爾斯泰因州，由倫茨堡-埃肯弗德縣負責管轄，面積0.25平方公里，平均水深1.9米，最大水深3.5米，水體容量47萬立方米，湖岸線長度2.3公里。